# Йена (броненосец)
Йена (фр. Iéna) — французский эскадренный броненосец, заложенный в конце XIX и введенный в строй начале XX столетия. Получил название в честь сражения при Йене.
Развитие проекта «Шарлемань», исправляющее его недостатки. В 1907 году на стоянке в Тулоне был полностью уничтожен внутренним взрывом, произошедшим из-за самовозгорания нитроцеллюлозного пороха в погребах. Остов корабля был использован как плавучая мишень и разобран на лом в 1920-х.

## История
Эскадренные броненосцы серии «Шарлемань» не удовлетворяли французское морское командование из-за своей недостаточной мореходности. При плохой погоде их сильно заливало, что влекло за собой ухудшение способности вести бой. Поэтому инженерный комитет (фр.  Conseil des travaux) флота, спроектировал новый броненосец, развивающий дизайн «Шарлеманя» в сторону улучшения мореходности и исправления выявившихся недостатков.

## Конструкция
Броненосец был длиннее своих предшественников, 122,35 метра длиной. Он имел характерный для французской школы корпус с высоким завалом бортов в надводной части, максимальной шириной 20,83 метра и осадкой 7,45 метра в носовой части и 8,45 — в кормовой. Водоизмещение «Йены» составляло 11688 тонн (12105 тонн при полной загрузке), примерно на 700 тонн больше чем у предшественников.
По другим данным, водоизмещение 11860 т, длина по ватерлинии 122,15 м, ширина 20,8 м, осадка 8,38 м.
Для исправления проблем с мореходностью, «Йена» была оборудована мощными скуловыми килями. Тем не менее, мнения о её мореходности отличались контрастностью: ряд источников утверждал, что «Йена» была нестабильна и сильно зарывалась носом в волны, в то время как служившие на ней моряки часто отзывались о ней как о устойчивом, легко всходящем на волну корабле.

### Вооружение
Основное вооружение «Йены» составляли (как и у предыдущей серии) четыре 305-миллиметровых 40-калиберных орудия модели 1896 года. Орудия располагались парами в носовой и кормовой бронированных башнях. Каждое орудие запускало 349-кг бронебойный снаряд с начальной скоростью свыше 780 метров в секунду на дистанцию до 12000 метров, эффективная скорострельность составляла 1 выстрел в 1 минуту. Боезапас составлял 180 снарядов на 4 орудия, чего хватало на 45 минут непрерывного ведения огня.
Значительно усилилась вспомогательная артиллерия. Теперь её основу составляли восемь 164-миллиметровых 45-калиберных орудия модели 1893 года, имевших теоретическую скорострельность до 6-то выстрелов в минуту (на практике — 3). Орудия располагались в индивидуальных казематах. Дополнительно, на верхней палубе стояли восемь 100-миллиметровых скорострельных орудия за щитами, что давало залп на борт в восемь скорострельных орудий двух разных калибров.
Противоминное вооружение состояло из шестнадцати 47-миллиметровых скорострельных орудий Гочкиса, установленных на марсах мачт и надстройках. Орудия эти подвергались частой критике как уже недостаточно мощные: к тому же адмирал Маркис в 1903 году отмечал, что 47-миллиметровые орудия — чьей основной задачей было отражение ночных атак миноносцев — по иронии судьбы, были единственными орудиями броненосца вовсе не имевших приспособлений для ночной стрельбы.
Торпедное вооружение состояло из четырёх 450-мм торпедных аппаратов, двух подводных и двух надводных. Боезапас состоял из 12 торпед, четыре из которых были учебными.

### Бронирование
«Йена» имела классический французский сплошной пояс по ватерлинии, изготовленный из гарвеированой брони. Толщина пояса составляла 320 миллиметров в центре корпуса (от носовой до кормовой башни) и 230 в оконечностях, высота — 2,4 метра. Нижняя кромка пояса имела толщину 120 мм.
Над главным поясом располагался верхний, высотой 2 метра: он состоял из двух ярусов броневых плит один над другим, нижнего — толщиной 120 мм и верхнего — толщиной 80 мм. Толщина траверсов составлял 90 миллиметров.
Горизонтальная защита имела максимальную толщину 80 миллиметров.
Броневые башни главного калибра защищались 318-мм плитами, с 50-мм крышей. Элеваторы подачи боеприпасов (французские башни не имели неподвижных барбетов) защищались броней до 250 мм. Казематы скорострельной артиллерии имели толщину брони до 90 мм, и подающие элеваторы толщину до 200 мм. Боевая рубка была защищена 298-мм броневыми плитами с крышей из двух слоев толщиной в 25 мм каждый.

### Силовая установка
Броненосец был трехвинтовым, три вертикальные паровые машины питались от 20 паровых котлов Бельвиля. Полная мощность составляла 16500 л. с. На испытаниях, была достигнута скорость в 18,11 узлов. Запаса угля — 1165 тонн — хватало на 8300 км экономического 10-узлового хода.

## Служба

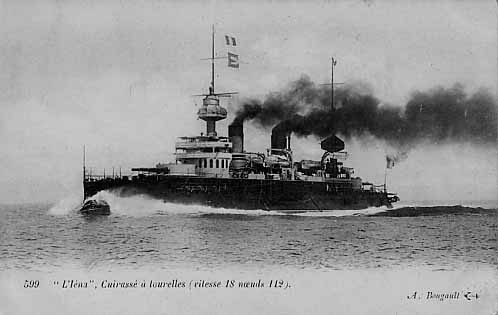
«Йена» на полном ходу в открытом море

Броненосец был заложен 15 января 1898 года. Постройка поначалу велась довольно быстро, и корабль был спущен на воду уже в сентябре 1898, но затем, из-за постоянной смены военно-морских министров, правительственных кризисов, и непрерывного переутверждения военно-морского бюджета (что приводило к задержке оплаты поставок) строительство затянулось и корабль вступил в строй только в 1902 году. 14 апреля 1902 года, он был официально включен во 2-ю дивизию Средиземноморского Эскадрона. Как наиболее новый корабль флота, он принимал активное участие в манёврах и смотрах. 4 марта 1907 года, «Йена» была поставлена в сухой док на базе Тулон для осмотра подводной части.

### Гибель
12 марта 1907 года, между 1:35 и 2:45, на стоящей в доке «Йене» внезапно произошла серия мощных взрывов. Начавшиеся с небольшой детонации в каземате 100-миллиметрового орудия номер 5, взрывы полностью разрушили корабль и док вокруг. Так как док был осушен, не представлялось возможным затопить орудийные погреба и помешать гибели «Йены» — и взрывы продолжались, до тех пор, пока, согласно подсчетам, не сдетонировала большая часть полного боезапаса броненосца. Стоявший в соседнем заполненном водой доке броненосец «Сюффрен» едва не опрокинулся под действием ударной волны.
Находившийся на рейде броненосец «Патри», пытаясь затопить док и помешать распространению пожара, выстрелил в ворота дока, но снаряд отскочил. Наконец, энсину де Васси-Руше удалось вручную открыть шлюзы дока (почти немедленно за этим он был убит отлетевшим от «Йены» обломком) и прекратить пожар.
Причиной одной из крупнейших морских катастроф XX века, унёсшей жизни 120 моряков и 2 гражданских (погибших от разлетающихся обломков) было самовозгорание нитроцеллюлезного пороха. «Порох-B», состав, использовавшийся на кораблях французского флота, был нестабилен, и со временем разлагался. Проверка выявила, что 80 % пороха на «Йене» находилось в опасном для эксплуатации состоянии. Все это привело к масштабному скандалу, из-за которого морской министр Гастон Томсон был вынужден уйти в отставку.

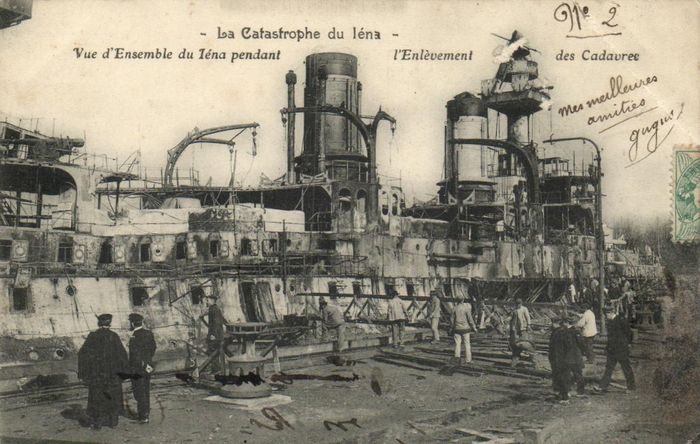
«Йена» после взрыва, французская открытка

«Йена» была полностью разрушена взрывами. Осмотр показал, что борт между перпендикулярами 74 и 84 был разворочен до нижней кромки броневого пояса, все конструкции в этой части корпуса уничтожены. Надстройка обвалилась внутрь. Подсчет ущерба показал, что потребуется 7 миллионов франков и 2 года чтобы восстановить корабль. Такие расходы на восстановление старого броненосца, заложенного почти десять лет назад, сочли чрезмерными и «Йена» была выведена из состава флота.
Её остов, установленный на якорях у северной оконечности острова Поркероль, использовался как мишень для испытаний 305-мм удлиненных бронебойных снарядов. Отмечается, что новые снаряды имели массу 435 кг, и заряд в 13 кг мелинита, в то время как применявшиеся ранее 335-кг снаряды снаряжались лишь 8 кг взрывчатки. Благодаря закаленному сердечнику и высокой начальной скорости, 875 м/с, снаряд легко пробивал броневой пояс «Йены», а новый взрыватель обеспечивал взрыв за бронёй, вызывая большие разрушения внутри корабля. Фугасные тонкостенные снаряды, начиненные большим количеством взрывчатки, до 15 % от веса, широко использовавшиеся Японией в Русско-японскую войну, при обстреле «Йены» оказались бесполезными. В результате обстрелов кораблями и береговой батареей бывший эскадренный броненосец перевернулся и затонул на мелководье. Остов корабля был продан коммерческой фирме для разделки на металл, позднее несколько раз перепродавался. Утилизация корабля продолжалась с перерывами вплоть до 1957 года, однако и по сей день часть конструкций «Йены» ржавеет на морском дне.